# Beau ténébreux
 (avril 2017).
Le beau ténébreux est un archétype de séduction et un type de personnage de fiction qui désigne un homme/garçon séduisant, à l'allure grave et un peu rebelle et au regard sombre.

## Histoire littéraire
L'expression « beau ténébreux » s'est « inscrite dans notre langue » par le biais d'Amadis, protagoniste du roman de chevalerie Amadis de Gaule (XVIe siècle). Impulsif et d'une sensibilité exacerbée, le « chevalier idéal » Amadis adopte le nom de Bel Tenebros lorsqu'il se retire pour faire pénitence à la Peñe Pobre, « référence à son état d'âme » observe Yvonne David-Peyre :
« Tenebrosus est l'adjectif dont on qualifie l'Océan Mare tenebrosus dont les brumes ont enveloppé ce Doncel del Mar [« Damoiseau de la Mer »], autre nom du beau ténébreux. Enfin, tenebrosus est employé dans les traductions en latin du Canon d'Avicenne, pour qualifier l'humeur noire, due à la bile noire, génératrice de mélancolie. Le nom révèle donc un état psychologique qui peut déceler un tempérament, mais également un état passager, chez l'adolescent ou l'homme amoureux et non assouvi. »
Le beau ténébreux possède plusieurs caractéristiques sociales, qui renforcent le côté ténébreux (la beauté étant subjective), comme un côté légèrement asocial, n'allant pas à la rencontre d'autrui et peu extraverti.